# Шанські князівства
Шанські князівства — конгломерат феодальних володінь, що існували у Середньовіччі в північній частині сучасної М'янми.
Шани, завершивши свою міграцію з Південно-Західного Китаю на Індокитайський півострів, у другій половині XIII століття селилися в північно-східних і північно-західних гірських районах М'янми, охоплюючи півколом рівнини верхів'їв річок Іраваді, Салуїн і Сітаун (тобто власне М'янму). Ще під час існування Паганського царства вони створили свої протодержавні варварські об'єднання на чолі з собуа (князями), і стали здійснювати регулярні набіги на центральні райони країни, а також поступово мігрувати на південь. Особливо активне просування шанів зі своїх феодалізованих князівств по периферії країни в власне м'янманські райони сталося з початком 1277 року монгольського вторгнення, коли паганські царі не змогли протистояти внутрішнім конфліктам і відразу двом зовнішнім силам.
Після розвалу Паганського царства на колишній його території в першій половині XIV століття виникли також засновані шанами царства Пінья і Сікайн, які у своїй міжусобній боротьбі вдавалися до допомоги північних співвітчизників, що стояли на більш низькому ступені розвитку. Зрештою державні структури шанів Центральної М'янми були зметені шанською вольницею: в 1364 році Шанські князі знищили Сікайн, а в 1368 — Піньє.
У XIV столітті почалася боротьба шанів з поступово об'єднуючою під своєю владою територію Центральної М'янми  державою Ава. Так як Ава воювала ще й з монською державою Гантаваді, то часто вона укладала союз з шанами проти монів, і пропускала Шанські війська через свою територію.
На початку XV століття монському правителю Разадарі вдалося підкупом зруйнувати дружні відносини авського двору з північними Шанськими князівствами, і об'єднані сили шанських князів напали на Аву і обложили столицю країни.
На початку XVI століття конфедерація шанських князівств, очолювана дедалі сильнішим князівством Мохньїн, посилили набіги на Аву. У 1524 році вони захопила північно-східну частину країни з містом Бамо, а потім його війська дійшли до Таємьо і П'ї. У 1527 році шани захопили, розгромили і спалили місто Ава; останній м'янманський правитель Ави, який брав участь у битві, був убитий на своєму бойовому слоні пострілом з мушкета (вважається, що це — перша згадка про використання вогнепальної зброї в М'янмі). Потім шани обрушилися на свого колишнього союзника — царство П'ї, вважаючи, що воно не чинило їм достатньої допомоги у війні з Авою, і в 1533 році розгромили його. Після цього монїнський князь Саулон, який очолював конфедерацію, був убитий своїми міністрами, і настав політичний вакуум.
Тим часом південна М'янма почала об'єднуватися під владою династії Таунгу. У 1555 році м'янманці захопили Аву, а в подальших кампаніях, які тривали до 1569 року, були підкорені більшість шанских князівств аж до кордонів з Китаєм і Сіамом. Шанські державні утворення були поставлені під м'янманський сюзеренітет, у всіх великих містах були поставлені м'янманські гарнізони, князі стали приносити клятву вірності м'янманському монарху, сплачувати щорічну данину, приходити в його армію зі своїми ополченнями, посилати дочок в гарем, а синів — на службу в палац.

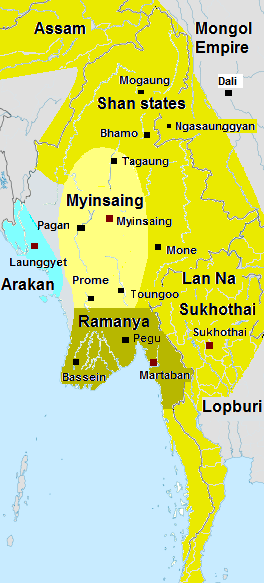
М'янма в 1310
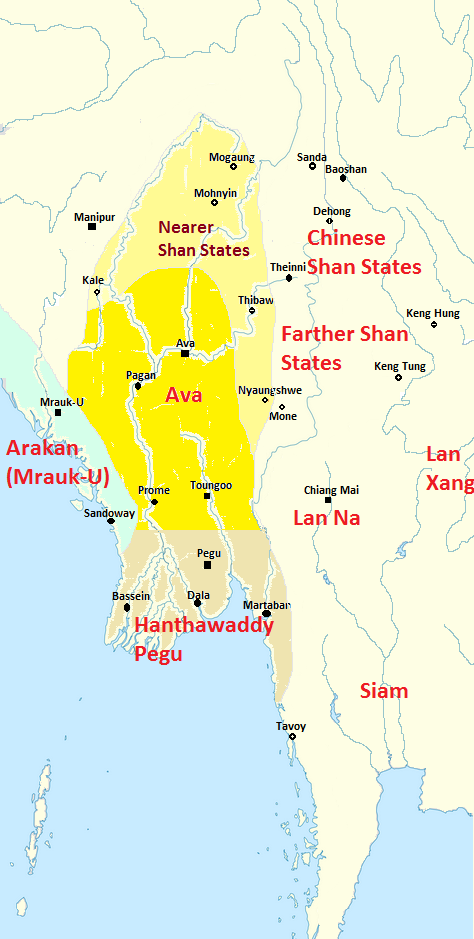
М'янма в 1450 році